# Danyi Gábor
Danyi Gábor (Pécs, 1964. február 18. –) magyar kézilabdázó, európai (EHF) mesteredző. A 2020-as M4 Sport - Az Év Sportolója Gálán az év legjobb edzője kategória jelöltje. 2024 nyarától a NEKA női kézilabdaszakág vezetőedzője.

## Edzői pályafutása
Edzői pályafutását 1988-ban kezdte a Szigetvár férfi kézilabda csapatánál. A Pécsi MSC női kézilabda csapatával az élvonalban szerepelt. Ezt követően több alkalommal nyerte meg a pécsi női, valamint később a férfi csapataival az NB1/B-s bajnokságot, így több szezonon keresztül az élvonalban irányította a csapatokat. Emellett a PSN Zrt. vezérigazgatója volt, ahol a pécsi sportok utánpótlás-neveléséért is felelt többek között.
A magyar utánpótlás válogatottak közül az ifjúsági és a junior korosztály mellett is tevékenykedett szövetségi kapitányként és másodedzőként is 2001-től kezdődően.
2011 és 2018 között a Győri Audi ETO KC másodedzője volt, illetve az utánpótlás nevelésben vállalt nagy szerepet a klubnál. Ambros Martín 2018 nyarán történt távozása óta ő a Győri Audi ETO KC vezetőedzője.
A 2018–2019-es idényben bajnoki címet, Magyar Kupát és Bajnokok Ligáját nyert a csapattal, 2019 májusában szerződését meghosszabbították a 2019–2020-as, majd a 2020-2021-es szezonra is. 2020-ban a pandémia miatt félbeszakadt bajnokságot és Bajnokok Ligája sorozatot is veretlenül zárta.  2021 május 7-én, a Ferencváros elleni kilencgólos bajnoki vereséget követően, öt fordulóval a bajnokság vége, a Magyar Kupa és Bajnokok Ligája Final4 előtt az ETO felmentette a munkavégzés alól. Nevéhez fűződik a Győri Audi ETO KC történetében elért leghosszabb veretlenségi szériája, vezetőedzősége idején a Bajnokok Ligája sorozatban nem szenvedett vereséget az együttese.
2020 januárjában, miután menesztették Kim Rasmussent, Elek Gáborral átvette a válogatott irányítását. 2021 január 5-én nyilvánosságra hozták, hogy Danyi a szezon végén távozik a Győr éléről és a Siófok csapatát irányítja a továbbiakban. 2021 január 11-től a szövetségi kapitányi poszt feladatait átszervezték és Danyi a továbbiakban edzőként tevékenykedik a válogatott mellett.  A Siófok a 2021-2022-es idényben az előzetes várakozásoknál gyengébben szerepelt a bajnokságban így Danyi, és segítője Zdravko Zovko úgy döntöttek, hogy 2021 novemberében távoznak a csapat mellől.
Danyi Gábor 2022. tavasza óta az Éles József által vezetett Fejér B.Á.L. Veszprém NB1-es férfi kézilabda csapat szakmai tanácsadójaként dolgozik, a 2022/23-as idénytől kezdődően pedig a klub szakmai igazgatója lett.

## Eredményei edzőként
- NB 1/B
  -  Arany: 2009, 2010
- Magyar bajnok: 2019[10]
- Magyar Kupa-győztes: 2019
- EHF-bajnokok ligája-győztesː 2019[11]